# Vera Nilsson (konstnär)

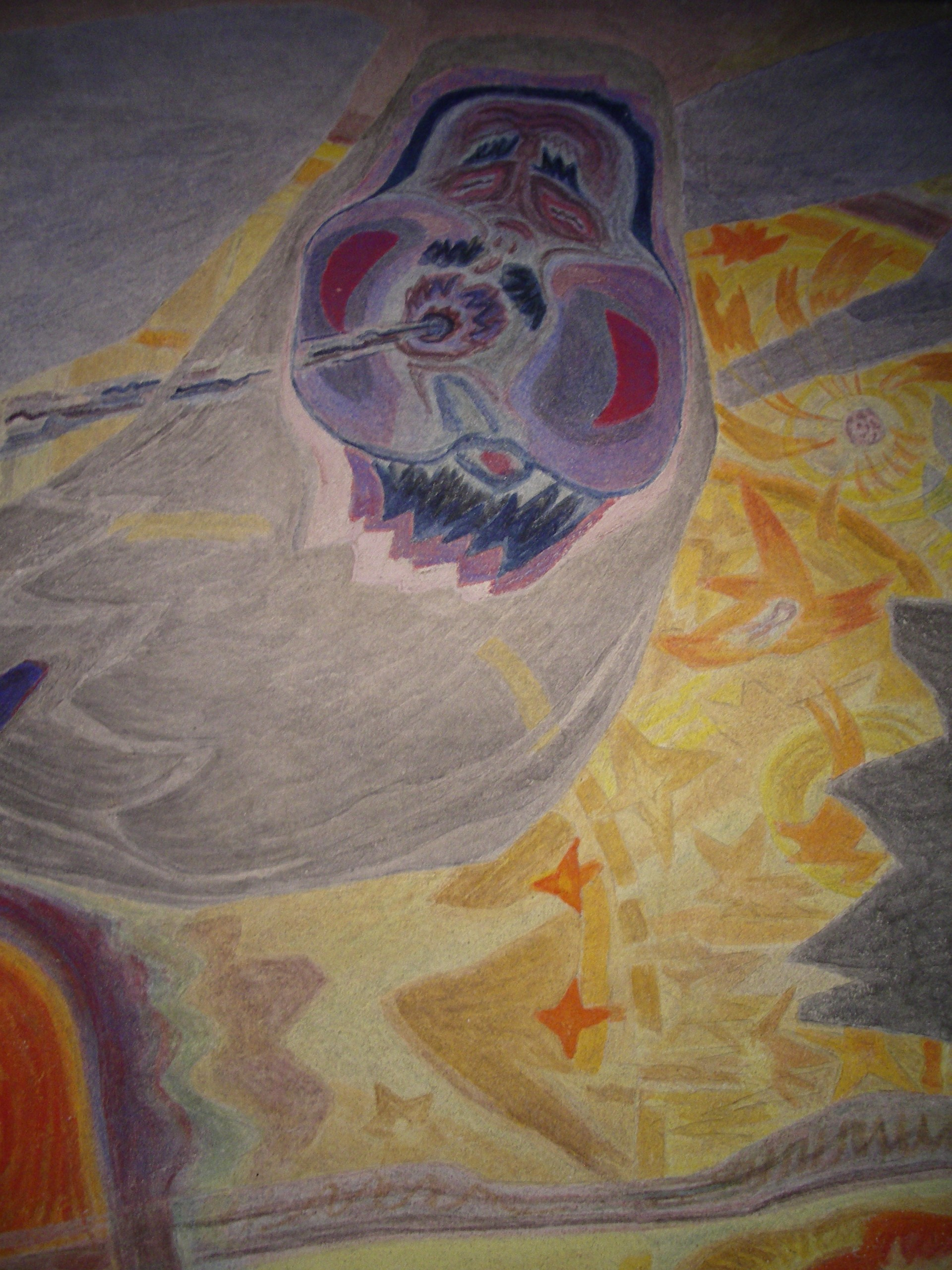
Solen, detalj av fresken Sagan om solen och stormen, Västertorpskolan i Stockholm

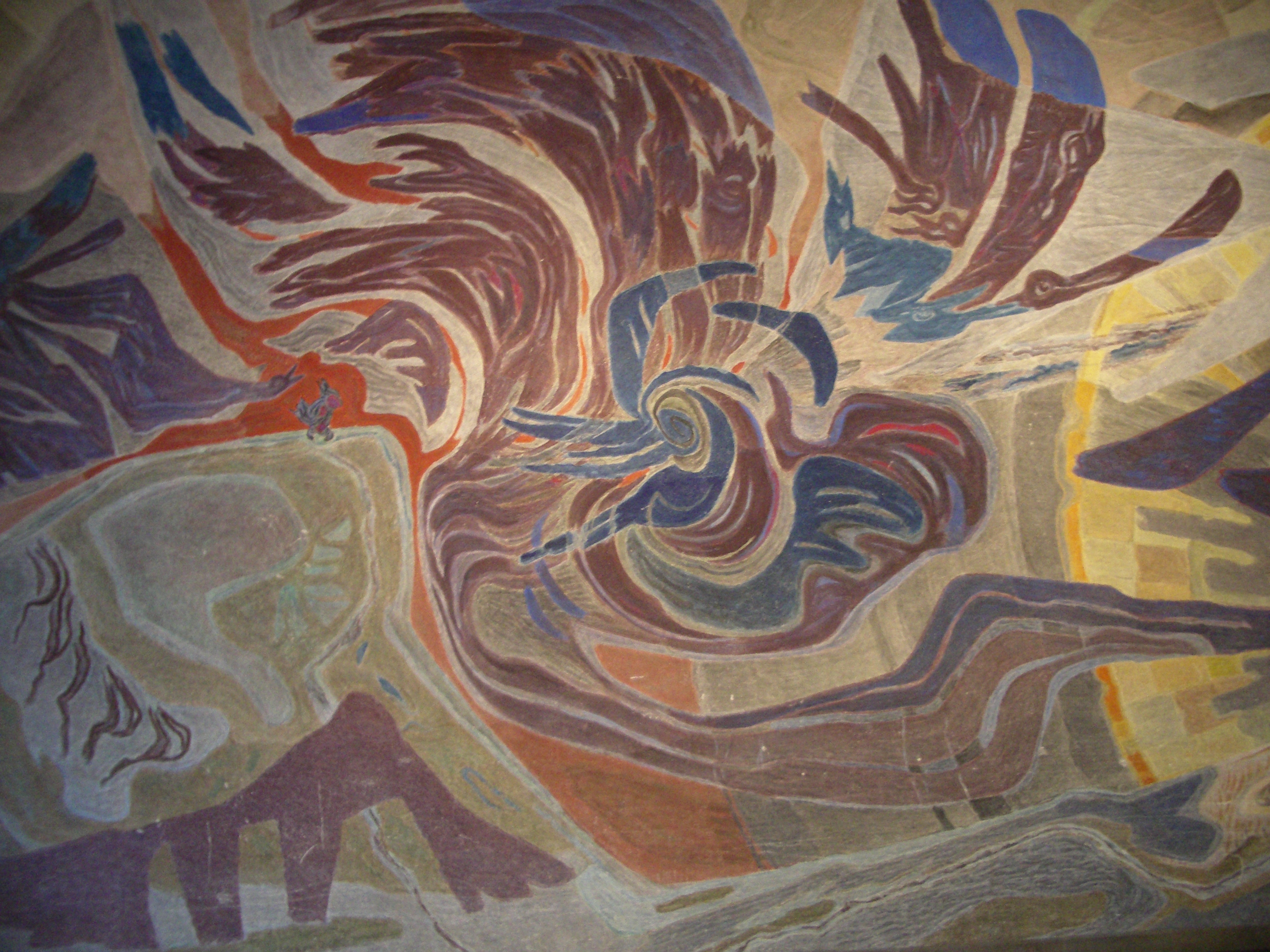
Stormen, detalj av freskenSagan om solen och stormen

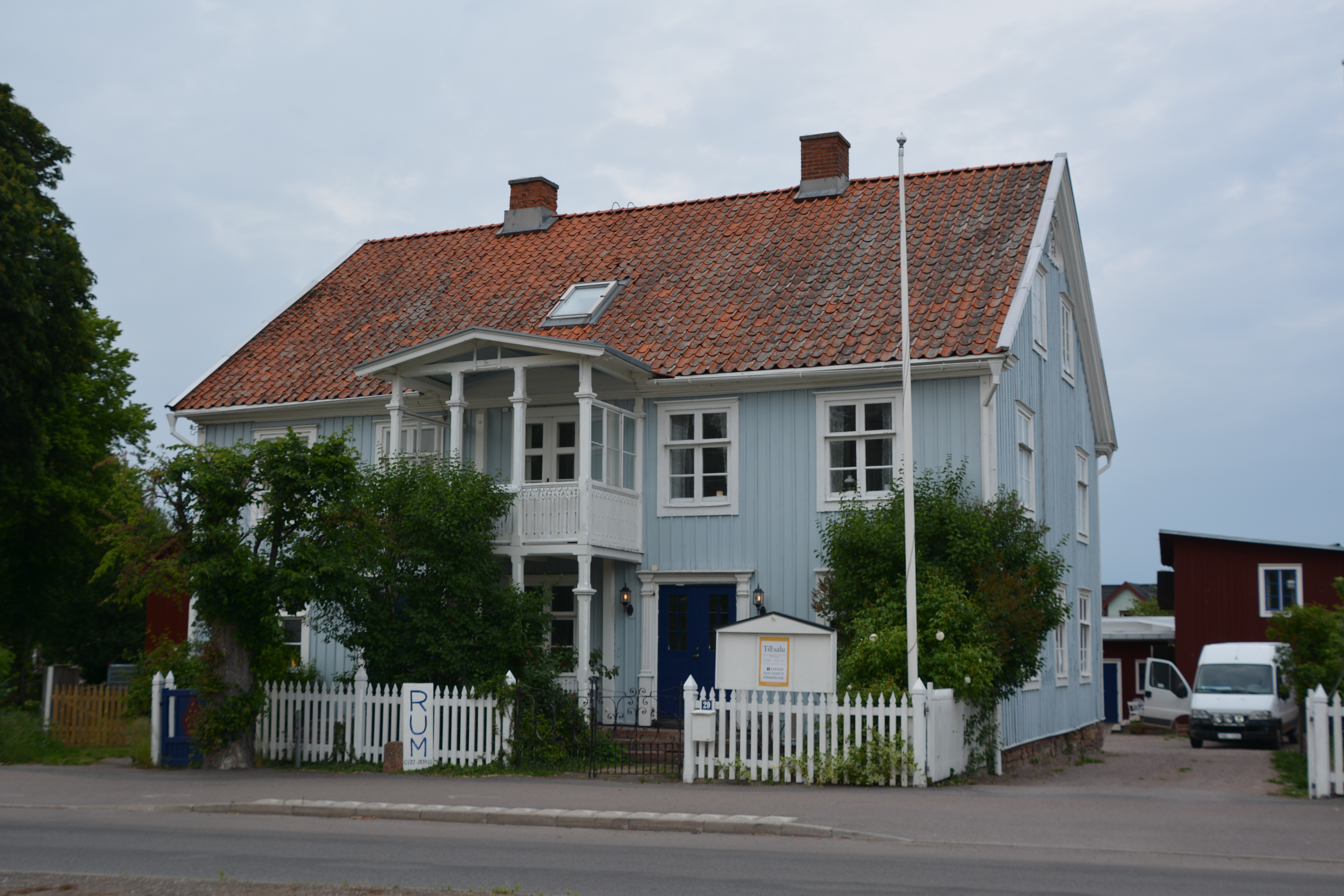
Lilla Nyborg i Borgholm, Vera Nilssons sommarbostad från 1910-talet

Vera Amalia Märta Nilsson, född 1 juni 1888 i Jönköping, död 13 maj 1979 i Stockholm, var en svensk målare och tecknare.

## Uppväxt och studier
Vera Nilsson föddes som yngsta barnet till kronofogden Karl Nilsson (död 1912) och Ada Nilsson, född Sjögren (död 1929). Hon växte upp i Jönköping och sommartid i morföräldrarnas hus Lilla Nyborg i Borgholm, vilket hon senare övertog. Hon gick ut flickskola i Jönköping och utbildade sig därefter till teckningslärare vid Tekniska skolan i Stockholm 1906–1909 samt våren 1910 för Carl Wilhelmson på Valand i Göteborg. Under åren 1911–1912 studerade hon för bland annat kubisten Henri Le Fauconnier vid Académie de la Palette i Paris.

## Konstnärlig verksamhet
Vera Nilssons debututställning, tillsammans med Mollie Faustman, skedde 1917 på Københavns Ovenlyssal.
Vera Nilssons måleri kännetecknas av en tung och robust teknik; hon har målat landskap, särskilt då från Öland, men också kärleksfulla barnporträtt. Många av hennes målningar föreställer dottern Catharina Nilsson (1922–2015), kallad Ginga.
En fyra månaders vistelse i Senegal 1949–1950 resulterade i ett stort antal teckningar.
Hon fick många offentliga uppdrag, bland annat att utsmycka T-Centralen i Stockholm och fresker i Västertorpsskolan i Stockholm och i Djurgårdsskolan i Eskilstuna.
Med sin konst engagerade hon sig för de i samhället som hade det svårast, till exempel i Mätta de hungrade från 1963. Hon invaldes 1954 i Kungliga akademien för de fria konsterna, där hon var den första kvinna som blivit ledamot sedan 1889.
Vera Nilsson är representerad vid bland annat Nationalmuseum, Moderna museet, Norrköpings konstmuseum, Göteborgs konstmuseum, Örebro läns museum, Arkivet för dekorativ konst, Gripsholm, Kalmar konstmuseum, Malmö museum och i Hamburg. 
Vera Nilsson är begravd på Östra kyrkogården i Jönköping.

## Opinionsbildning för konst i Stockholms tunnelbana
Vera Nilsson spelade en avgörande roll för tillkomsten av konst i tunnelbanan i Stockholm genom att under 1955 påverka stockholmspolitiker och ledningen vid Stockholms Spårvägar. Hon uppvaktade bland annat borgarrådet Hjalmar Mehr med flera brev. I ett brev till honom i mars 1955, som fick ett positivt gensvar, pläderade hon för att genom konst i tunnelbanan skapa "katedraler under jorden".
| ”                                                      | Vi vill ha fest, glädje och färgprakt i tunnelbanan. Det är de enkla människornas, de billösas dagliga trafikled...Låt oss få det i underjorden, katedraler under jorden! Varje hållplats ett sagoslott! | „ |
| – Vera Nilsson i ett brev till Hjalmar Mehr 1955-03-18 | |   |

Den 18 april samma år inlämnades två gruppmotioner med snarlika förslag om att påbörja estetisk utsmyckning av tunnelbanan dels av kommunisterna, undertecknad av John Takman och Karin Nordlander, dels av socialdemokraterna, undertecknad av Stellan Arvidsson, Sten Andersson, Wilhelm Forsberg, Inga Thorsson med flera. Åtminstone den förra var direkt tillkommen på initiativ av Vera Nilsson Hon uppvaktade hösten 1955 också spårvägschefen Hans von Heland, vilken senare kom att bli pådrivande för den fortsatta tunnelbanekonsten.
Efter beslut av stadsfullmäktige i mars 1956 utlystes en tävling om utsmyckning av station T-centralen, efter vilken Vera Nilsson tillsammans med elva andra konstnärer fick utsmyckningsuppdrag. Detta blev 1957 en mosaikklädd pelare på stationens övre plattform: Det Klara som trots allt inte försvinner.

## Offentliga verk
- Målningen (på duk) Penning contra liv (1938), 400 x 594 cm, Skövde Konstmuseum
- Fresken Sagan om solen och stormen (1951) i trapphallen i Västertorps skola, Stockholm
- Fresken Händer (1954) i Djurgårdsskolan, Eskilstuna
- Mosaikpelaren Det Klara som trots allt inte försvinner(1957) i tunnelbanestationen T-Centralen, Stockholm
- Altartavlan De tre vise männen (1966–1967) i Nacksta kyrka, Sundsvall